# 荒木しげる
荒木 しげる（あらき しげる、1949年〈昭和24年〉2月9日 - 2012年〈平成24年〉4月14日）は、日本の俳優、ドラマー。フォークグループ「フォー・セインツ」のメンバー。旧芸名、荒木 茂（読み同じ）。本名、荒木 生徳（あらき いくのり）。
鹿児島県出水市出身。日本学園高等学校、玉川大学卒業。妻は元女優の樋口のり子。前妻との間の娘は女優の三枝りな。

## 来歴
高校時代に渋谷でスカウトされ、男性ファッション誌などでモデルを務める。玉川大学在学中の1968年にカレッジフォークグループフォー・セインツのドラムスとしてデビュー。「小さな日記」「希望」「冬物語」などのヒット曲を生み出す。
1973年の解散後は、CMモデルを経て俳優に転向。当初は本名で活動していたが、1975年、『仮面ライダーストロンガー』に「城茂」役で主演したことから荒木 茂に改名した。のちに荒木しげるに改名（1983年 - 1988年までは、再度「茂」を名乗る）。また、ごく一時期だが新木しげる名義だったことがある。
その後、1976年の『超神ビビューン』でふたたびヒーロー役を演じ、『特捜最前線』『暴れん坊将軍』では長期にわたってレギュラーで活躍した。2000年にはシングル「失恋日記 / 雨情話」をリリースし、音楽活動を再開していた。
2008年にはフォー・セインツの再結成に参加。新曲「この街で」をリリースし、各地でライブを開催した。
2007年4月の統一地方選挙で東京都目黒区議会議員選に立候補するが、48人中45位で落選。選挙後のインタビューで「どうやったら区議会議員に受かるか、もう分かった。でも4年後またやるかというと、もうやりたくない」と発言していたが、その後の4年間に食道癌の摘出手術を受ける体験を経て、考え直したことで2011年4月の統一地方選挙で東京都目黒区議会議員選にもう1度立候補するが、再び55人中51位で落選している。
2011年は仮面ライダー生誕40周年でもあったので、選挙前から落選後もライダー関連のイベントには積極的に参加している。その間、駒込にて「スナック・どっと混む」（2010年閉店）のマスターも務め、同店を通じファンとの交流なども積極的に行っていたが、癌の治療によって食が細り、体力が落ちてきたことで体調を崩すことが多くなっていた。
2012年4月2日、娘の大学の入学式当日に東京都内の病院に入院する。その12日後の2012年4月14日午後5時2分、アスペルギルス症併発の肺炎のため、東京都内の病院で死去。63歳没。同17、18日に目黒区内にて葬儀が行われた。
遺作は、往年の仮面ライダーシリーズのプロデューサー平山亨の門下生が制作に参加した、特撮オリジナルビデオ『バレットリヴァース』。

## 人物・エピソード
『特捜最前線』共演時代から同い歳の誠直也とは仲が良く、一緒にゴルフに行く仲だったという。選挙に立候補した際には応援演説に駆けつけ、その写真がニュースサイトに掲載されるとネット上で「立候補したストロンガーをアカレンジャーが応援演説している」と話題になった。また『仮面ライダー』関係のイベントにも藤岡弘、と佐々木剛と共に参加している。
『仮面ライダーアマゾン』の主演・岡崎徹とは、同じ所属事務所だった時期があったこと、同じ九州出身であることから個人的にも親交があった。2010年と2012年には、既に芸能界を引退して久しい岡崎を長崎から東京に招いて、共にイベントに参加している。
2010年9月の自身のブログで「荒木しげる後援会『強兜倶楽部（ストロンガークラブ）』」を発足させることを発表。死去するまでの間に数度、ファンとの交流会を設け、活動を行っていた。
娘の三枝りなは、父親としての荒木には許せない部分があったが、自身も役者になり役者として荒木を見るようになってすべてを許せるようになったと述べている。
太りやすい体質で、娘と公園に行くときも自転車に並走してランニングを行っていた。
『超神ビビューン』でのセリフで、「お前たち妖怪から日本を守る」と言わなければいけないと思われるところを、「お前たち妖怪を日本から守る」と言ってしまった。あきらかにNGのはずなのだが、なぜかそのまま放送されてしまった（第21話「良い子が筆になる?呪いの習字教室」）。
『特捜最前線』への出演が決定していた『ビビューン』放送終盤では、津上刑事の役柄に合わせて短髪にしていた。『特捜最前線』は荒木が降板後から海外ロケが増えて「そりゃないでしょう」と残念そうに冗談めかしくDVD発売記者会見で語っている。

### 『仮面ライダーストロンガー』関連
俳優業をやり始めて間もないころ、履歴書を持って子供向け番組の主役オーディション会場へ向かい、そこでカメラテストを受け、渡邊亮徳の目に止まり、『仮面ライダー』『秘密戦隊ゴレンジャー』『正義のシンボル コンドールマン』の中で、どれか好きな物を選ぶように言われ、仮面ライダーしか知らなかったこともあり「仮面ライダーをやりたい」と返答。これにより、仮面ライダーストロンガー / 城茂役に選ばれた。
空手や柔道（初段）、フットボールの経験があり主演に抜擢され、年下だが大野剣友会の代表である岡田勝から「初めてとは思えないぐらい勘がいい」と評されていた。また、宮内洋と同じくノースタントで危険なシーンも全部自分で演じきった。危険なアクションを行う際は、岡田が宮内や藤岡弘を引き合いに出して煽ったが、後日嘘であったことを明かされた。岡田は荒木がやれと言われたものを断らなかったことを感心したと荒木に告げ、荒木もその言葉に感激したという。
二輪免許は撮影開始直前に取得したが、運転自体は中学生時代から父親のバイクを乗り回していた。『ストロンガー』で初めて乗ったモトクロスタイプのバイクに面白みを感じ、よく空き時間にスタントの人間と岩山に登って転び、監督から怒られていたという。細い山道で後ろに子供を乗せて走るシーンの撮影では、反対から走ってきたジープを避けるためとっさに脇の崖を登り、無事に回避したこともあった。
『ストロンガー』制作発表時には（俳優転向間もないこともあって）「演技の引き出しがないので、どんどん地を出してやりたい」と語っている。演じた「城茂」が自分の性格と違い過ぎて荒い台詞回しが多かったが、優しい面を出そうと思うようになり、番組後半では優しい面を見せるようになった。共演した小林昭二には、しばしば食事に連れていってもらったと語っている。
『ストロンガー』の終了を持って仮面ライダーシリーズが一旦終了した際は、作品に参加できたことに感謝をすると同時に、それぞれ活躍していた先輩仮面ライダー俳優たちの姿を見て、ヒーローを卒業することへの寂しさを感じつつ、これを糧として今後を頑張るという新たな心構えを抱いたという。後年のインタビューでは、『ストロンガー』での経験が、時代劇でも役立ったことを述べている。
1997年に腸閉塞および肺炎で長期入院を余儀なくされた際、病室に若い医師や看護婦が押しかけてサイン攻めにあったことがある。理由は、担当医が『ストロンガー』を見て育った世代で、自身が荒木の担当であることを仲間の医師に噂したためであり、その医師たちが自身を憧れのヒーローとしてみている姿に感激し、「このような体験は仮面ライダーを演じた自分たちだけだと思う」と感じたという。
大野剣友会の当時のスーツアクター面々と佐々木剛、速水亮、高杉俊介と共にライダー関係のイベントに出演。舞台上で短い殺陣と「変身」を披露した。ストロンガーの変身後を披露したのは中屋敷哲也であったがストロンガーの前口上のアテレコは荒木が行った。

### 闘病・死去
2012年4月13日午後に危篤状態になり、肺がアスペルギルス症に感染していたこともあり、肺炎で死去。
2012年4月17日と18日に都内の斎場にて葬儀がしめやかに営まれ、会場ではフォーセインツの「小さな日記」などが流れる中で、仕事先関係者やファンなどが告別式には500人ほど参列した。17日の通夜には佐々木剛と高杉、横光克彦、フォーセインツのメンバーが来場、翌日の告別式には藤岡弘、・速水亮・誠直也・白川由美らが訪れていた。
また、速水亮は荒木の追悼記事を自身のブログにて掲載し、荒木を最後までストロンガーと呼び、他の葬儀参列者らとともに荒木の棺を霊柩車まで送り届けた（そのブログのコメント欄などには荒木を偲ぶ声が寄せられた）。マスコミ陣の取材に対し、公私ともに兄貴分として荒木を可愛がっていた藤岡は声を詰まらせ、「時をともにした仲間なので非常に胸が痛い。早すぎる、無念………」と語り、荒木のことを「いつも明るくて前向きでチャレンジ精神が旺盛な人でした」。と語った。亡くなる3年前に「会って話がしたい」と言われ、久しぶりに再会した時に「藤岡さんを中心にもう一度、ライダーの仲間たちで頑張りたい」と熱っぽく語っていたという。藤岡が本人と最後に会ったのは二谷英明の通夜だったようで、「忙しくて会釈ぐらいしかできなかったけど、明るい顔をしていたので『大丈夫だ』と思っていたのですが…」と、肩を落とした。
その後、夫人が自身のブログにて夫の葬儀に参列した芸能関係者、全国から集まったファン、葬儀手伝いなどでお世話になった人々に対して、深い感謝の気持ちを述べている。
漫画家の村枝賢一は、このことに伴い『月刊少年マガジン』で連載中の原稿を差し替え、『宇宙船』の7月号に追悼記事を掲載している。
訃報に際して、仮面ライダー関連では、佐々木が「最近は仮面ライダーのイベントで顔を合わすことも多かったので『一緒に何かやろう』って言ってたのですが」、高杉は「藤岡弘、さんを筆頭にもう一度みんなで集まりたかった」とコメントした。さらに、目黒区議選立候補のときにバックアップした横光は「よく飲みに行きましたが、とにかく格好よくてどこに行ってももてた。人なつっこくて本心でつきあえる人でした」とコメントし、『暴れん坊将軍』の御庭番コンビとして共演した朝加真由美は「4年間ほぼ一緒にいたので兄貴みたいな存在でした」とコメントした。

## 出演

### テレビドラマ
- 特別機動捜査隊 第398話「蜜蜂色の少女」（1969年、NET） - 二郎 ※特別出演
- 太陽にほえろ! 第104話「葬送曲」（1974年、NTV） - ジャズバンド「アシュラ」のドラマー
- 高校教師 第17話「燃えよ! 番長」（1974年 12ch）
- 特捜記者 犯罪を追え! 第21話「赤熱のロック」（1974年、KTV）
- 夜明けの刑事 第5話「猛犬は追いつめる」（1974年 TBS）
- 仮面ライダーシリーズ（MBS） - 城茂 / 仮面ライダーストロンガー
  - 仮面ライダーストロンガー（1975年） - 主演
  - 全員集合!7人の仮面ライダー!!（1976年）
  - 仮面ライダー（新）（1980年）
    - 第38話「来たれ城茂! 月給百万円のアリコマンド養成所」
    - 第52話「洋の父が生きていた! 改造人間FX777とは?」- 第54話「さらば筑波洋! 8人の勇士よ永遠に…」
- 木下恵介・人間の歌シリーズ / 早春物語（1976年、TBS）
- 江戸の旋風（CX）
  - 同心部屋御用帳・江戸の旋風II 第4話「帰って来た女」（1976年） - 由松
  - 新・江戸の旋風 第28話「情けの犬張子」（1980年） - 秀次
- 超神ビビューン（1976年 - 1977年、NET） - 主演・月村圭 / 超神ビビューン [16]
- 新・二人の事件簿 暁に駆ける! 第25話「警官仕掛人」（1977年、ABC）
- 東芝日曜劇場 / ふりむいた女（1977年、MBS） - 五郎
- ポーラテレビ小説 / おゆき（1977年、TBS） - 保科健作
- 特捜最前線（ANB） - 津上明 巡査長
  - 第1話「愛の十字架」 - 第147話「殉職 II ・帰らざる笑顔！」（1977年 - 1980年）
  - 第351話「津上刑事の遺言!」（1984年）
- 桃太郎侍（NTV）
  - 第179話「道楽息子の置土産」（1980年） - 仙太郎
  - 第246話「親子喧嘩を食った鬼」（1981年） - 森田屋清太郎
- ライオン奥様劇場 / 徳川の女たち 第一部 華麗・春日局（1980年、CX） - 徳川家光
- 銭形平次 第714話「殺しの舞扇」（1980年、CX） - 新吉
- 長七郎天下ご免! 第26話「くらやみ河岸に鶴が舞う!」（1980年、ANB） - 森蔭大介
- 暴れん坊将軍（ANB）
  - 吉宗評判記 暴れん坊将軍
    - 第111話「咲け! 姥捨山の恋」（1980年） - 榊信三郎
    - 第164話「誰がための親不孝」（1981年） - 市助

  - 暴れん坊将軍II（1983年 - 1987年） - 御庭番 木葉才蔵
  - 暴れん坊将軍III
    - 第15話「妻を斬った男」（1988年） - 須賀弥平太
    - 春のスペシャル みちのく血判状! 魔性の谷の決戦!!（1989年） - 三春藩主 秋田輝季
    - 500回記念スペシャル 将軍琉球へ渡る、天下分け目の決闘!（1990年） - 木葉才蔵

  - 暴れん坊将軍IV
    - 第13話「血ぬられた折鶴」（1991年） - 磯貝茂樹
    - 第66話「めおと三味線上州しぐれ!」（1992年） - 加納伊三郎

  - 暴れん坊将軍V 第14話「歌ってよ、子守唄を」（1993年） - 木戸市之丞[注釈 1]
- 爆走!ドーベルマン刑事 第11話「挑戦 目黒の赤い星」（1980年、ANB） - 田村ケンイチ
- 蒼き狼 成吉思汗の生涯（1980年、TBS） - ジュチ
- 土曜ワイド劇場（ANB）
  - 華麗な殺しの三重奏 決闘の女（1980年）
  - 京都マネーゲーム殺人事件（1989年） - 南田一郎
  - 思い出の写真（1989年）
  - おんな秘密調査員 立花江梨子（1992年） - 石井正三
  - 美人真珠王殺し（1993年） - 児玉久造
  - 東北新幹線やまびこ5号の殺意（1994年） - 工藤良治
  - スーパービュー踊り子号殺意の旅 グリーン個室の遺言（1995年） - 柴田副社長
  - 温泉若おかみの殺人推理9（2000年） - 岡村刑事
- 走れ! 熱血刑事（1980年 - 1981年、ANB） - 速水達郎 刑事
- 大江戸捜査網（12ch→TX）
  - 第496話「鈴の音が殺しを呼ぶ」（1981年） - 佐吉
  - 第533話「娘十手もち爆破魔を追う」（1982年） - 宇之吉
  - 第571話「くノ一殺し・禁断の白い肌」（1982年） - 林田兵馬
- ドラマ・人間 / 名古屋・女子大生殺人事件（1981年、ANB）
- 時代劇スペシャル（CX）
  - 宿命剣鬼走り（1981年） - 小関鶴之丞
  - 仕掛人・藤枝梅安 梅安流れ星（1982年） - 松平総之介
- 秘密のデカちゃん 第29話「あなた大変! 赤ちゃんが出来た!!」（1981年、TBS） - 前山
- 影の軍団II 第15話「黒衣に汚された恋」（1982年、KTV） - 河村信二郎
- 柳生新陰流（1982年、TX） - 徳川秀忠
- 噂の刑事トミーとマツII 第16話「トミマツまっ青! おとこ女が出たァ」（1982年、TBS） - 池谷隆
- 源九郎旅日記 葵の暴れん坊 第14話「なにわ娘の恋十手」（1982年、ANB） - 新吉
- 松平右近事件帳 第22話「日本橋の団十郎」（1982年、NTV） - 新十郎
- 遠山の金さん 第20話「尼寺・迷いこんだ若侍!」（1982年、ANB） - 森左近次
- 大河ドラマ（NHK総合）
  - 徳川家康 第11回・第13回（1983年） - 榊原康政
  - 信長 KING OF ZIPANGU 第38回「長篠の戦い」（1992年） - 馬場信房
- 京都マル秘指令 ザ新選組 脅迫8「日本一の学者をサハラ砂漠へ放り出すぞ!」（1984年、ABC） - 増田正義
- 長七郎江戸日記（NTV）
  - 第1シリーズ 第99話「娘仇討ち! 敵は長さん」（1986年） - 矢内源太郎
  - 第2シリーズ 第5話「仇討ちという殺人」（1988年） - 大久保一馬
- 水戸黄門（TBS）
  - 第16部 第31話「頑固くらべ献上茶釜 - 山形 -」（1986年） - 佐吉
  - 第17部 第12話「銃に群がる悪い奴 -堺-」（1987年） - 佐助
  - 第18部 第9話「悪計暴いた白頭巾 -諏訪-」（1988年） - 諏訪忠虎
  - 第19部
    - 第3話「鬼と呼ばれて恩返し -棚倉-」（1989年） - 芳野屋芳之助
    - 第19部 第26話「仇討ち 小諸馬子唄 -小諸-」（1990年） - 真介

  - 第20部（1991年）
    - 第21話「奸計暴いた娘の忠義 - 人吉 -」 - 宗方数馬
    - 第44話「涙で染めた紅花紬 -山形-」 - 坂上保馬

  - 第21部 第10話「嫁のこころ姑しらず - 日田 -」（1992年） - 瀬戸口市之進
  - 第22部 第1話「水戸」、第10話「暗雲晴れた和歌山城 -和歌山-」（1993年） - 結城修二郎[注釈 1]
  - 第23部 第19話「悲願叶えた高麗人参 - 松江 -」（1994年） - 佐伯市之進
  - 第24部（1996年）
    - 第19話「悪を糺した瀬戸の花嫁 - 広島 -」 - 幸吉
    - 第30話「欲望渦巻くお留山 - 秋田 -」 - 吉野幸一郎

  - 第26部 第9話「願い叶えた神楽面 - 高千穂 -」（1998年） - 相良陣内
  - 第29部 第5話「波瀾万丈の旅立ち - 甲府 -」（2001年） - 羽佐間正次郎
  - 第30部 第13話「黄門様は名鑑定士! - 天橋立 -」（2002年） - 向井将監
  - 第31部 第10話「ドカーンと一発悪退治 - 大和 -」（2002年） - 吉村出雲守
- 白虎隊 第一部（1986年、NTV） - 益田右衛門介
- 新撰組（1987年、ANB） - 古高俊太郎
- 若大将天下ご免! 第34話「殺しの調べを弾く女!」（1987年、ANB） - 川辺幸右衛門
- 三匹が斬る! 第6話「鬼と呼ぶ男に惚れて薄化粧」（1987年、ANB） - 半次郎
- 京都サスペンス / 石楠花の咲く寺（1987年、KTV）
- 田原坂（1987年、NTV） - 平野国臣
- 木曜ゴールデンドラマ / 死者からの使者（1988年、YTV）
- 火曜サスペンス劇場 / 監察医・室生亜季子5 高価すぎた情事（1988年、NTV） - 荒井刑事
- 大岡越前 第10部 第26話「辻斬り 三葉葵の陰謀」、第27話「将軍吉宗暗殺計画」（1988年、TBS） - 三木和馬
- ドラマ23 / 隣りの奥さん（1988年、TBS）
- 火曜スーパーワイド / 京都花見小路殺人事件 舞妓さんは名探偵!（1988年、ANB） - 長田克彦
- 水曜グランドロマン（NTV）
  - 用心棒日月抄（1989年）
  - 懲りない女たち2（1989年）
- 名奉行 遠山の金さん（ANB）
  - 第2シリーズ 第6話「甘い囁きは女の敵」（1989年） - 己之介
  - 第3シリーズ 第13話「密入国のジャパユキさん」（1990年） - 弥助
  - 第4シリーズ 第11話「殺人者は振り袖の美女」（1992年） - 坂東紋次郎
  - 第5シリーズ 第30話「恐怖! 地震があばいた悪の顔」（1993年) - 桂木新八郎
- 翔んでる!平賀源内 第11話「瞼の父は盗賊か?」（1989年、TBS） - 千太郎
- 月影兵庫あばれ旅 第1シリーズ 第8話「殺したのは私じゃない」（1989年、TX） - 清太郎
- 男と女のミステリー / 最悪のチャンス（1989年、CX）
- あばれ八州御用旅（TX）
  - 第1部 第10話「暗闘に死す! 忍びの恋の最期」（1990年） - 伊助
  - 第2部 第23話「ご赦免花の咲く日迄 - 江戸- 」（1991年） - 巳之吉
- メタルヒーローシリーズ（ANB）
  - 特警ウインスペクター 第31話「哀しみの最強ロボ」（1990年） - 朝比奈博士
  - ブルースワット 第23話「超時空の新戦士」、第24話「地球征服0秒前」（1994年） - 鬼塚剛三
- 豪剣! 賞金稼ぎ 無用ノ介（1990年、ANB）
- 武田信玄 （1991年、TBS） - 馬場信春
- 銭形平次 第1シリーズ 第10話「右の腕」（1991年、CX） - 卯吉
- 女忍かげろう組（参）（1991年、NTV） - 阿久津隼人
- 赤かぶ検事の逆転法廷 第8話「ロケーション殺人事件 女優謎の転落」（1992年、ABC） - 藤堂貴也
- 必殺仕事人・激突! 第18話「主水、釣り友だちの恨みを晴らす」（1992年、ABC） - 上州屋利平
- 八百八町夢日記スペシャル 国盗り夢物語（1992年、NTV） - 岩田典膳
- 昭和最後のダンディー ディック・ミネと四人の妻たち（1992年、ANB） - 灰田勝彦
- 月曜女のサスペンス / 殺しの交差点（1992年、TX）
- 闇を斬る!大江戸犯科帳 第15話「故郷からの恋文」（1993年、NTV） - 矢沢左近[注釈 1]
- 姫将軍大あばれ（1995年、TX）
  - 第11話「怒り涙の越後獅子」 - 加藤美作
  - 第24話「任侠! 男の花道」 - 水野出雲守
- 水戸黄門外伝 かげろう忍法帖 第4話「怨霊! 鎧武者」（1995年、TBS） - 友吉
- はぐれ刑事純情派IX 第13話「美人ナースの死 買物依存症の女」（1996年、ANB） - 滝沢洋二
- ウルトラマンティガ 第7話「地球に降りてきた男」（1996年、MBS） - ヤナセ・オミ
- うしろの百太郎 第6話「禁断のコックリさん」（1997年、TX） - 前田タツミ
- 残照の中で（1998年、KBS）
- 金曜エンタテイメント（CX）
  - おだまりコンビ 芸能界殺しのパズル（1999年） - 世田谷南署刑事
  - 赤い霊柩車13 函館立待岬・喪服の花嫁（2000年） - 杉本亘
  - 赤い霊柩車15 偽りの葬儀（2002年） - 橋口刑事
- 南町奉行事件帖 怒れ!求馬II 第7話「友を斬る!」（1999年、TBS） - 本堂健士郎
- 月曜ドラマスペシャル / 外科医・零子 ハートの記憶（2001年、TBS） 北詰文夫
- 女と愛とミステリー（TX）
  - 山岳救助隊紫門一鬼5 北アルプス殺人山行（2003年） - 冬芝秀紀
  - 警視正・日丸教授の事件ノート（2003年） - 相沢課長
- 忠臣蔵 第2話「赤穂激震」・第5話「遊興に隠された真意」（2004年、EX） - 戸田権佐衛門

### 映画
- けんか空手 極真無頼拳（1975年、東映） - 大橋耕一
- 暗号名 黒猫を追え!（1987年、プロダクションU） - 谷警部
- てんびんの詩 第二部 自立篇（1988年、日本映像企画） - 島田先生
- 激動の1750日（1990年、東映） - 立浪岩根（荒牧組若頭）
- 女侠 夜叉の舞い（2000年、東映ビデオ） - 暴力団幹部
- 丹下左膳 百万両の壺（2004年、エデン） - 高大之進
- デスカッパ（2010年、インターフィルム） - 官房長官

### オリジナルビデオ
- バイオセラピー（1986年、日活）
- 殺意の循環（1988年、東和）
- ザ・首領 火の玉伝説（1993年、ケイエスエス）
- 特交機PC110（1994年、ビデオチャンプ）
- 人にいちばん近いまち〜まき子の人権宣言〜（1995年、東映） - 小林先生 ※福知山市人権啓発用ビデオ
- カバーガール 深夜番組の天使たち（2000年、TMC）
- M:M - 7 Mission Miss Seven（2000年、徳間ジャパンコミュニケーションズ）
- 平成維新伝 群狼がゆく（2000年、ミュージアム）
- 首領への道21（2002年、GPミュージアム） - 満田純一
- 首領への道22（2002年、GPミュージアム） - 満田純一
- 実録・竹中正久の生涯 荒らぶる獅子（2003年、GPミュージアム） - 3代目組長代行・山崎広
- テロリストEmi 1（2003年、ライン・コミュニケーションズ）
- テロリストEmi 2（2003年、ライン・コミュニケーションズ）
- 修羅外道 本家襲撃（2005年、GPミュージアム）
- バレットリヴァース（2011年、アタックゾーン） - 月村圭一郎

### ネットムービー
- 渋谷怪談 サッちゃんの都市伝説 第五伝説「三本足」（2004年、ジェネオンエンタテインメント） - 刑事

### 舞台
- 暴れん坊将軍（1982年・1985年、|明治座）
- 水戸黄門（1989年、|新歌舞伎座）
- 京の夕映え（1992年） - 島田魁
- 蒲田行進曲2002（2002年、劇団OPA）
- 友情 Friendship（2003年、劇団絵生） - 島崎保
- 母の祈り（2005年、御園座） - 幸一
- 清水次郎長（2005年、新歌舞伎座）
- 拝領妻始末（2005年、新歌舞伎座）
- 笑・浅草21世紀（2011年、浅草木馬亭）

### CM
- サントリー　赤玉ポートワイン（現＝ 赤玉スイートワイン）・赤玉ハニーワイン（フォー・セインツ時代）
- ライオン エチケットライオン
- コカ・コーラ
- ラグラックス信和

## 音楽
シングル
- 失恋日記 / 雨情話（2000年、オリエント）